# Corea del Sud ai Giochi della XV Olimpiade
La Corea del Sud ha partecipato ai Giochi della XV Olimpiade, svoltisi ad Helsinki, dal 19 luglio al 3 agosto 1952,  
con una delegazione di 19 atleti, di cui 1 donna, impegnati in 6 discipline,
aggiudicandosi 2 medaglie di bronzo.

## Medagliere

### Per discipline
| Sport             | Oro | Argento | Bronzo | Totale |
| ----------------- | --- | ------- | ------ | ------ |
| Pugilato          | 0   | 0       | 1      | 1      |
| Sollevamento pesi | 0   | 0       | 1      | 1      |
| Totale            | 0   | 0       | 2      | 2      |

### Medaglie
| Medaglia | Atleta        | Sport             | Evento     |
| -------- | ------------- | ----------------- | ---------- |
| Bronzo   | Kang Joon-ho  | Pugilato          | Pesi gallo |
| Bronzo   | Kim Seong-Jip | Sollevamento pesi | Pesi medi  |